# Єпіфанцев Георгій Семенович
Георгій Семенович Єпіфанцев (рос. Гео́ргий Семё́нович Епифа́нцев; 31 травня 1939, Керч, Кримська АРСР, Російська РФСР —  27 липня 1992, Москва, Росія) — радянський і російський актор театру і кіно. Батько російського актора Володимира Єпіфанцева.
Закінчив Школу-студію МХАТу (1960), потім працював у Московському театрі на Таганці.
Трагічно загинув 27 липня 1992 року. Похований на Троєкурівському цвинтарі (ділянка № 10) в м. Москві.

## Коротка фільмографія
Грав у кінокартинах:
- «Фома Гордєєв» (1959) головна роль — Фома Гордєєв,
- «Угрюм-ріка» (1968) головна роль — Прохор Громов
- «…І знову травень!» (1968)
- «З коханими не розлучайтесь» (1979) епізодична роль — Бєлов
- «Це я — дурочка» (1991) та ін фільми.

Знявся в українських фільмах:
- «Квітка на камені» (1962) роль другого плану — Арсен Загорний,
- «Веселі Жабокричі» (1973) роль другого плану — Чупрун,
- «Ми разом, мамо» (1973)  — Андрій Сергійович Недін,
- «Своє щастя» (1979) епізодична роль — начальник Тресту чоловік колишньої дружини Резнікова (озвучив актор Павло Морозенко),
- «Дивна відпустка» (1980, т/ф, 3 серія) епізодична роль.